# Чубра
 Тази статия е за селото.  За върха в Антарктика вижте Чубра (връх).  
Чубра е село в Югоизточна България. То се намира в община Сунгурларе, област Бургас.

## География
Село Чубра се намира на 5 km от общинския център Сунгурларе, на 33 km от Карнобат и на 93 km от областния център Бургас. Селото е разположено в крайната северозападна периферия на Карнобатска котловина, на границата със Стидовска планина, в Сунгурларска долина, известна с лозарството.
Близо до селото протича река Мочурица, която отводнява Карнобатската котловина и е приток на река Тунджа.
Селото е разположено на 220 м надморска височина. Съседни села – Пъдарево, Славянци, Мокрен.

## История
Село Чубра е възникнало преди около 300 г. като турско село наречено Аптолкьой. По време на Руско-турската война то е изгорено, а жителите напускат селото. След подписването на Берлинския договор, много от турските семейства се връщат, построяват колиби в дворовете си и продължават да обработват земите си. След Съединението на Източна Румелия и Княжество България, турските семейства продават земите си и окончателно се изселват от селото. Тогава от Котел се заселват 4 семейства, от Жеравна – 3, от Медвен – 2, от Градец – 4, от Каябаш – 9 и от други места – 4.

## Население
В селото живеят българи, цигани и турци. По-голямата част от населението е циганско (около 85,8%), българи (около 14,1%).
Част от трудоспособното население работи в цеха за патешко месо – птицекланица. Друга част от населението е заета в сферата на Земеделието. Голям е броят на работещите в Гърция и Португалия (сезонно заети или за по-дълъг период от време).

### Етнически състав
Преброяване на населението през 2011 г.
Численост и дял на етническите групи според преброяването на населението през 2011 г.:
|                     | Численост |
| Общо                | 581       |
| Българи             | 271       |
| Турци               | 6         |
| Цигани              | 270       |
| Други               | -         |
| Не се самоопределят | -         |
| Неотговорили        | 5         |

## Културни и природни забележителности
Село Скала е разположено северозападно от село Чубра и е известно със Скаленското езеро (Каябашко блато). Живописна пътека свързва селата Чубра и Скала. Пътеката е дълга около 2 km. Преминава по склона на Стидовска планина. На определени места предоставя панорамна гледка към Сунгурларската долина.
В Чубра има уредена библиотека, работят детска градина и поща.

## Събития
- Събор – на 24 май;
- Участия в различни събори – има сформирана група за автентичен фолклор, детски танцов състав, младежки танцов състав.
- 11.05.1963 г. – Първи пуск на тактически ракети в България. Осъществен е от 7-и Бояновски ракетен дивизион от площадката на Химическия полигон край селото. С този пуск се постига военен паритет на Балканите. Размери на ракетата: дължина – 8.5 метра, тежина – близо 3 тона. В началото на месец май 2011 г., в двора на кметството, е открита паметна плоча.

## Евангелска петдесятна църква
Евангелската петдесятна църква в селото съществува повече от 30 години като църковно общество, което се събира първоначално по домовете. В началото на 2000 година е закупена сграда, в която да се провеждат редовни богослужения. От 21.07.2009 година Бургаският окръжен съд вписа в регистъра местно поделение на вероизповеданието, което развива дейност с наименованието „Eвангелска петдесятна църква - с. Чубра“.

## Стопанство
В село Чубра земеделската земя се обработва основно от Земеделска кооперация „Златен грозд", наследила бившето ТКЗС, към която през 2010 г. се присъедини и земеделското сдружение „Чубра 93“.
В землището на селото се отглеждат пшеница, ечемик, слънчоглед, рапица, праскови, череши, винени и десертни сортове лози /основни сортове са Сунгурларски мискет, Ркацители, Мускат Отонел, Брестовица и Супер ран Болгар/.
През последните години са създадени нови лозови насаждения с нетрадиционни за района френски сортове и две черешови градини със средства от предприсъединителния фонд на ЕС – „САПАРД“.
В селото има и птицекланица – цех за преработка и препакетаж на патешко, пилешко и заешко месо, който стана известен с големите парични злоупотреби по някои европейски присъединителни фондове.

## Личности
Родени в Чубра
- Съби Стефанов (1916 – ?), генерал-майор от МВР